# تشاك والتون
تشاك والتون (بالإنجليزية: Chuck Walton)‏ هو لاعب كرة القدم الكندية أمريكي، ولد في 7 يوليو 1941 في شاتوك في الولايات المتحدة، وتوفي في 6 أكتوبر 1998.

## وصلات خارجية
- تشاك والتون على موقع مرجع كرة القدم المحترفة.كوم (الإنجليزية)